# Waldsolms
Waldsolms ist eine Gemeinde im mittelhessischen Lahn-Dill-Kreis.

## Geografie

### Geografische Lage
Waldsolms liegt im östlichen Hintertaunus, im Naturpark Taunus zwischen Wetzlar und Usingen und wird vom Solmsbach durchflossen, an dem mehrere Orte der Gemeinde, insbesondere der Hauptort Brandoberndorf, liegen.
Der südlichste Punkt des Lahn-Dill-Kreises befindet sich auf der Grenze zur Gemeinde Grävenwiesbach.

### Nachbargemeinden
Waldsolms grenzt im Norden an die Stadt Braunfels und die Gemeinde Schöffengrund (beide im Lahn-Dill-Kreis), im Osten an die Gemeinde Langgöns (Landkreis Gießen), im Südosten an die Stadt Butzbach (Wetteraukreis), im Süden an die Gemeinde Grävenwiesbach (Hochtaunuskreis) sowie im Westen an die Gemeinde Weilmünster (Landkreis Limburg-Weilburg).

### Gliederung
Die Gemeinde besteht aus den Ortsteilen Brandoberndorf (Sitz der Gemeindeverwaltung), Griedelbach, Hasselborn, Kraftsolms, Kröffelbach und Weiperfelden.

## Geschichte

### Gemeindebildung
Im Zuge der Gebietsreform in Hessen fusionierten zum 31. Dezember 1971 die bis dahin selbständigen Gemeinden Brandoberndorf, Griedelbach, Hasselborn, Kraftsolms, Kröffelbach und Weiperfelden freiwillig zur neuen Großgemeinde Waldsolms. Für die ehemals eigenständigen Gemeinden von Waldsolms wurde je ein Ortsbezirk gebildet.

### Bevölkerung

#### Einwohnerentwicklung
| Waldsolms: Einwohnerzahlen von 1971 bis 2020                      | Waldsolms: Einwohnerzahlen von 1971 bis 2020 | Waldsolms: Einwohnerzahlen von 1971 bis 2020 | Waldsolms: Einwohnerzahlen von 1971 bis 2020 | Waldsolms: Einwohnerzahlen von 1971 bis 2020 |
| ----------------------------------------------------------------- | -------------------------------------------- | -------------------------------------------- | -------------------------------------------- | -------------------------------------------- |
| Jahr                                                              |                                              |                                              |                                              | Einwohner                                    |
| 1971                                                              | 1971                                         |                                              | 4.000                                        | 4.000                                        |
| 1980                                                              | 1980                                         |                                              | 4.050                                        | 4.050                                        |
| 1985                                                              | 1985                                         |                                              | 4.100                                        | 4.100                                        |
| 1990                                                              | 1990                                         |                                              | 4.150                                        | 4.150                                        |
| 1995                                                              | 1995                                         |                                              | 5.030                                        | 5.030                                        |
| 2000                                                              | 2000                                         |                                              | 5.180                                        | 5.180                                        |
| 2005                                                              | 2005                                         |                                              | 5.180                                        | 5.180                                        |
| 2010                                                              | 2010                                         |                                              | 4.950                                        | 4.950                                        |
| 2011                                                              | 2011                                         |                                              | 4.855                                        | 4.855                                        |
| 2015                                                              | 2015                                         |                                              | 4.800                                        | 4.800                                        |
| 2020                                                              | 2020                                         |                                              | 4.750                                        | 4.750                                        |
| Quelle(n): Haushaltsplan 2022 der Gemeinde Waldsolms; Zensus 2011 |                                              |                                              |                                              |                                              |

#### Einwohnerstruktur 2011
Nach den Erhebungen des Zensus 2011 lebten am Stichtag dem 9. Mai 2011 in Waldsolms 4855 Einwohner. Nach dem Lebensalter waren 853 Einwohner unter 18 Jahren, 1958 zwischen 18 und 49, 1138 zwischen 50 und 64 und 901 Einwohner waren älter. Unter den Einwohnern waren 181 (3,7 %) Ausländer, von denen 97 aus dem EU-Ausland, 47 aus anderen europäischen Ländern und 42 aus anderen Staaten kamen.  Die Einwohner lebten in 2077 Haushalten. Davon waren 553 Singlehaushalte, 617 Paare ohne Kinder und 707 Paare mit Kindern sowie 166 Alleinerziehende und 39 Wohngemeinschaften. In 382 Haushalten lebten ausschließlich Senioren und in 1420 Haushaltungen leben keine Senioren.

#### Religionszugehörigkeit
| • 1987: | 3031 evangelische (= 74,6 %), 666 katholische (= 16,4 %), 364 sonstige (= 9,0 %) Einwohner   |
| • 2011: | 2793 evangelische (= 57,5 %), 792 katholische (= 16,3 %), 1270 sonstige (= 26,2 %) Einwohner |

## Politik

### Gemeindevertretung
Die Kommunalwahl am 14. März 2021 lieferte folgendes Ergebnis, in Vergleich gesetzt zu früheren Kommunalwahlen:
| Gemeindevertretung – Kommunalwahlen 2021 | Gemeindevertretung – Kommunalwahlen 2021                                          |
| --- | --------------------------------------------------------------------------------- |
| Stimmenanteil in %Wahlbeteiligung: 55,7 % 403020100 26,5 (−0,4)22,0 (−8,3)19,9 (+6,2)19,2 (−1,6)12,5 (+4,3) CDUSPDBlauecFWGGrüne20162021Anmerkungen:c DIE BLAUEN | SitzverteilungInsgesamt 23 Sitze - SPD: 5 - Grüne: 3 - Blaue: 5 - FWG: 4 - CDU: 6 |

| Parteien und Wählergemeinschaften | Parteien und Wählergemeinschaften           | 2021  | 2021  | 2016  | 2016  | 2011  | 2011  | 2006  | 2006  | 2001  | 2001  |
| Parteien und Wählergemeinschaften | Parteien und Wählergemeinschaften           | %     | Sitze | %     | Sitze | %     | Sitze | %     | Sitze | %     | Sitze |
| --------------------------------- | ------------------------------------------- | ----- | ----- | ----- | ----- | ----- | ----- | ----- | ----- | ----- | ----- |
| CDU                               | Christlich Demokratische Union Deutschlands | 26,5  | 6     | 26,9  | 6     | 26,2  | 7     | 31,4  | 9     | 27,4  | 7     |
| SPD                               | Sozialdemokratische Partei Deutschlands     | 22,0  | 5     | 30,3  | 7     | 30,3  | 8     | 36,5  | 10    | 34,9  | 9     |
| Blaue                             | DIE BLAUEN                                  | 19,9  | 5     | 13,7  | 3     | 8,5   | 2     | 7,3   | 2     | 6,7   | 2     |
| FWG                               | Freie Wählergemeinschaft Waldsolms          | 19,2  | 4     | 20,8  | 5     | 21,2  | 6     | 15,6  | 4     | 21,1  | 6     |
| Grüne                             | Bündnis 90/Die Grünen                       | 12,5  | 3     | 8,2   | 2     | 13,7  | 4     | 6,7   | 2     | 7,0   | 2     |
| FAMILIE                           | Familien-Partei Deutschlands                | —     | —     | —     | —     | —     | —     | 1,3   | 0     | —     | —     |
| FDP                               | Freie Demokratische Partei                  | —     | —     | —     | —     | —     | —     | 1,1   | 0     | 2,0   | 1     |
| REP                               | Die Republikaner                            | —     | —     | —     | —     | —     | —     | —     | —     | 0,7   | 0     |
| Gesamt                            | Gesamt                                      | 100,0 | 23    | 100,0 | 23    | 100,0 | 27    | 100,0 | 27    | 100,0 | 27    |
| Wahlbeteiligung in %              | Wahlbeteiligung in %                        | 55,7  | 55,7  | 52,9  | 52,9  | 54,4  | 54,4  | 58,8  | 58,8  | 53,2  | 53,2  |

Vorsitzender der Gemeindevertretung ist Markus Zimmermann (CDU).

### Bürgermeister
Nach der hessischen Kommunalverfassung wird der Bürgermeister für eine sechsjährige Amtszeit gewählt, seit dem Jahr 1993 in einer Direktwahl, und ist Vorsitzender des Gemeindevorstands, dem in der Gemeinde Waldsolms neben dem Bürgermeister ehrenamtlich ein Erster Beigeordneter und sieben weitere Beigeordnete angehören. Bürgermeister ist seit dem 1. Juni 2024 der parteiunabhängige Roland Hörster. Er wurde als Nachfolger von Bernd Heine (SPD), der nach drei Amtszeiten nicht wieder kandidiert hatte, am 8. Oktober 2023 im ersten Wahlgang bei 70,76 Prozent Wahlbeteiligung mit 63,39 Prozent der Stimmen gewählt.
Amtszeiten der Bürgermeister
- 2024–2030 Roland Hörster[14]
- 2006–2024 Bernd Heine (SPD)[15]
- 1994–2006 Norbert Leistner (SPD)

### Ortsbeiräte
Für alle eingegliederten ehemaligen Gemeinden wurde je ein Ortsbezirke mit Ortsbeirat und Ortsvorsteher, nach Maßgabe der §§ 81 und 82 HGO und des Kommunalwahlgesetzes in der jeweils gültigen Fassung gebildet.
Die Ortsbezirke sind durch das Gebiet der ehemaligen Gemeinden abgegrenzt und bestehen aus fünf Mitgliedern.
Die Wahl der Ortsbeiräte erfolgt im Rahmen der Kommunalwahlen. Der Ortsbeirat wählt eines seiner Mitglieder zum Ortsvorsteher bzw. zur Ortsvorsteherin. Zur Zusammensetzung siehe die jeweiligen Ortsteile.

### Gemeindepartnerschaft
Waldsolms unterhält partnerschaftliche Beziehungen zu der französischen Gemeinde Laudun-l’Ardoise, Département Gard im Rhônetal.

## Sehenswürdigkeiten

### Bauwerke

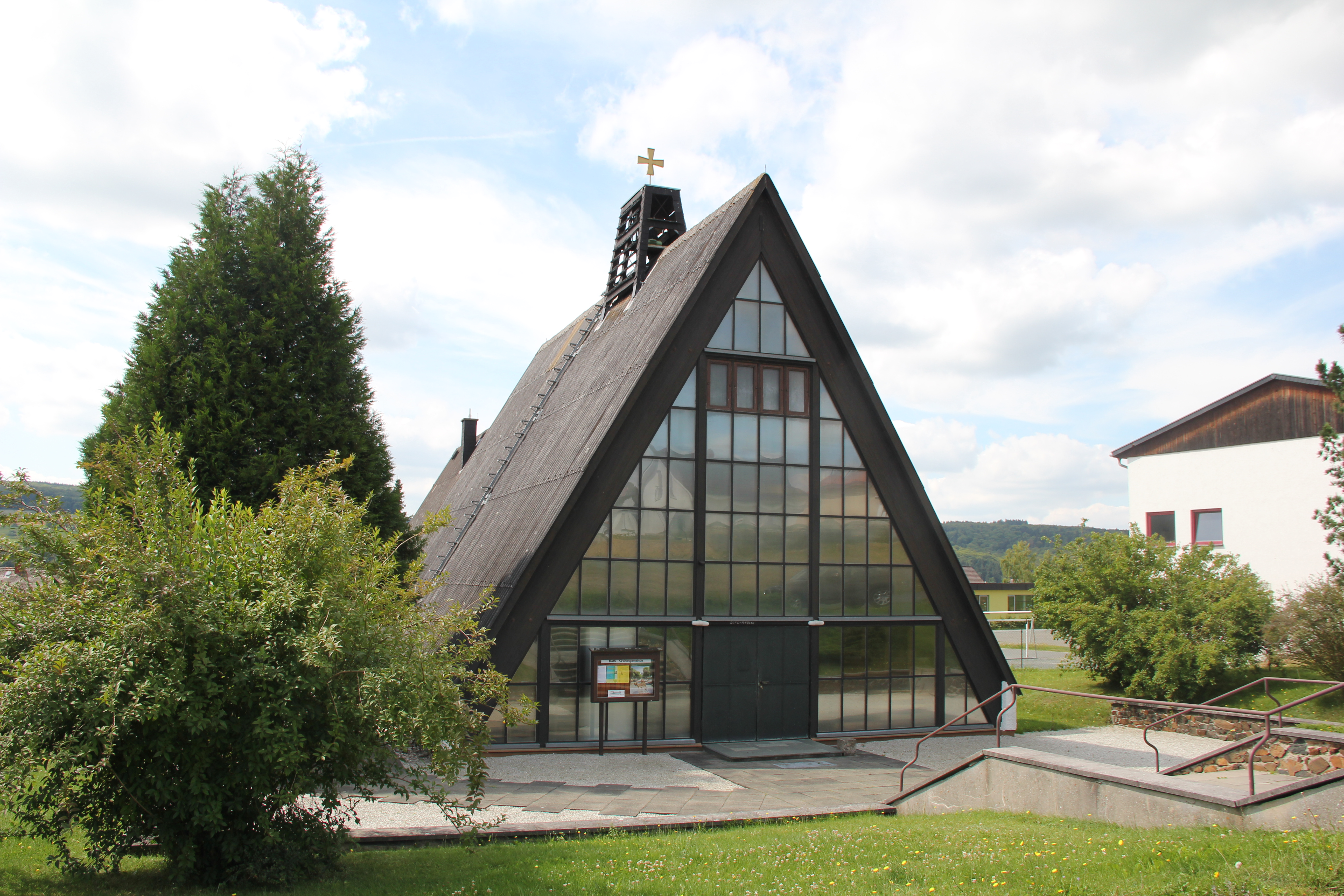
Katholische Kirche Maria Hilf in Brandoberndorf

Im Ortsteil Kröffelbach steht das koptisch-orthodoxe Kloster St. Antonius. Es verfügt über eine Kirche mit Campanile, die beide nach dem Vorbild koptisch-orthodoxer Gotteshäuser in Ägypten errichtet wurden. Das Kloster ist das wichtigste koptisch-orthodoxe Zentrum in Europa und zugleich eine interkonfessionelle Begegnungsstätte. Sehenswert ist auch die denkmalgeschützte evangelische Kirche Brandoberndorf.

## Wirtschaft und Infrastruktur

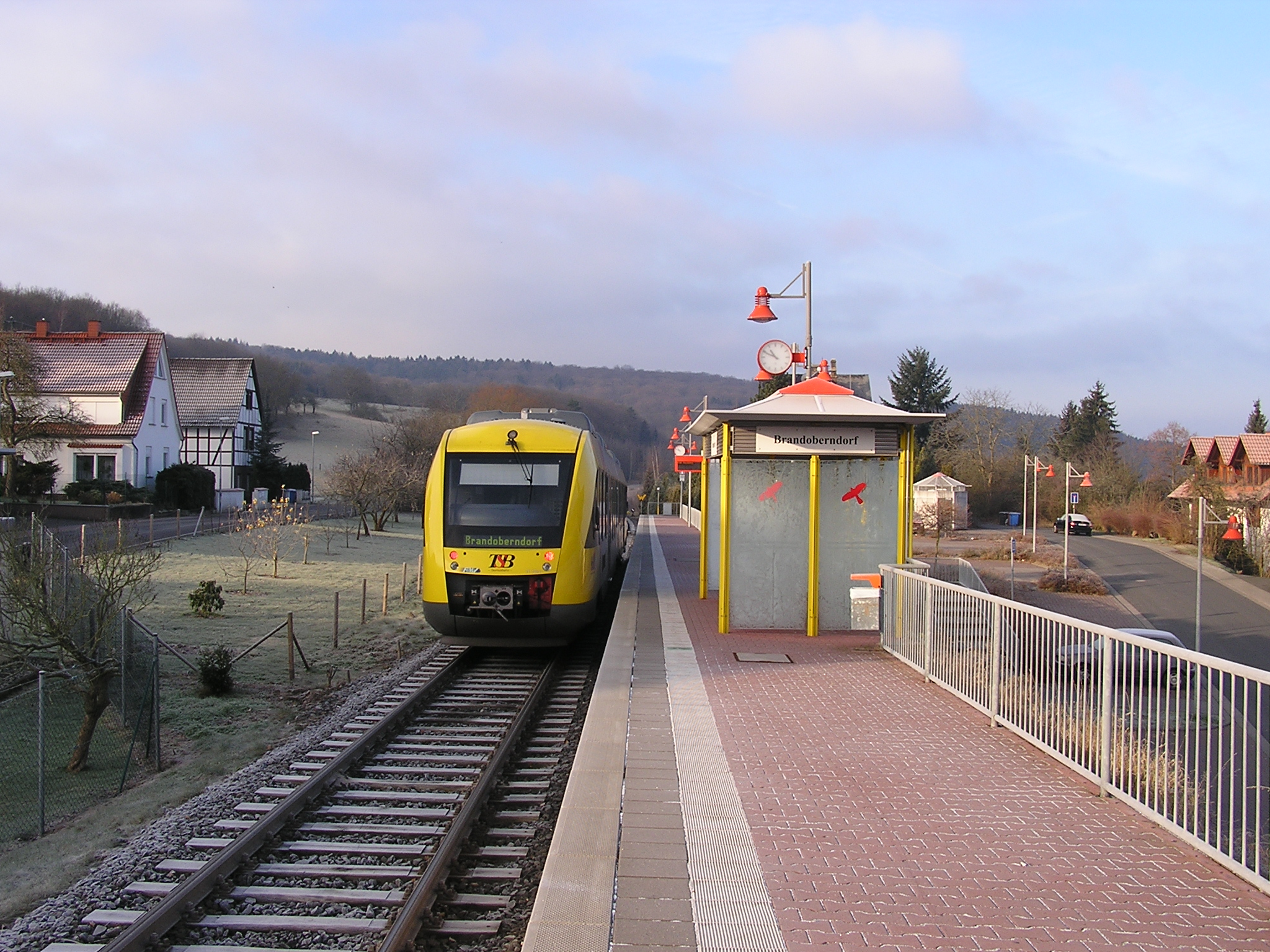
Endstation Brandoberndorf

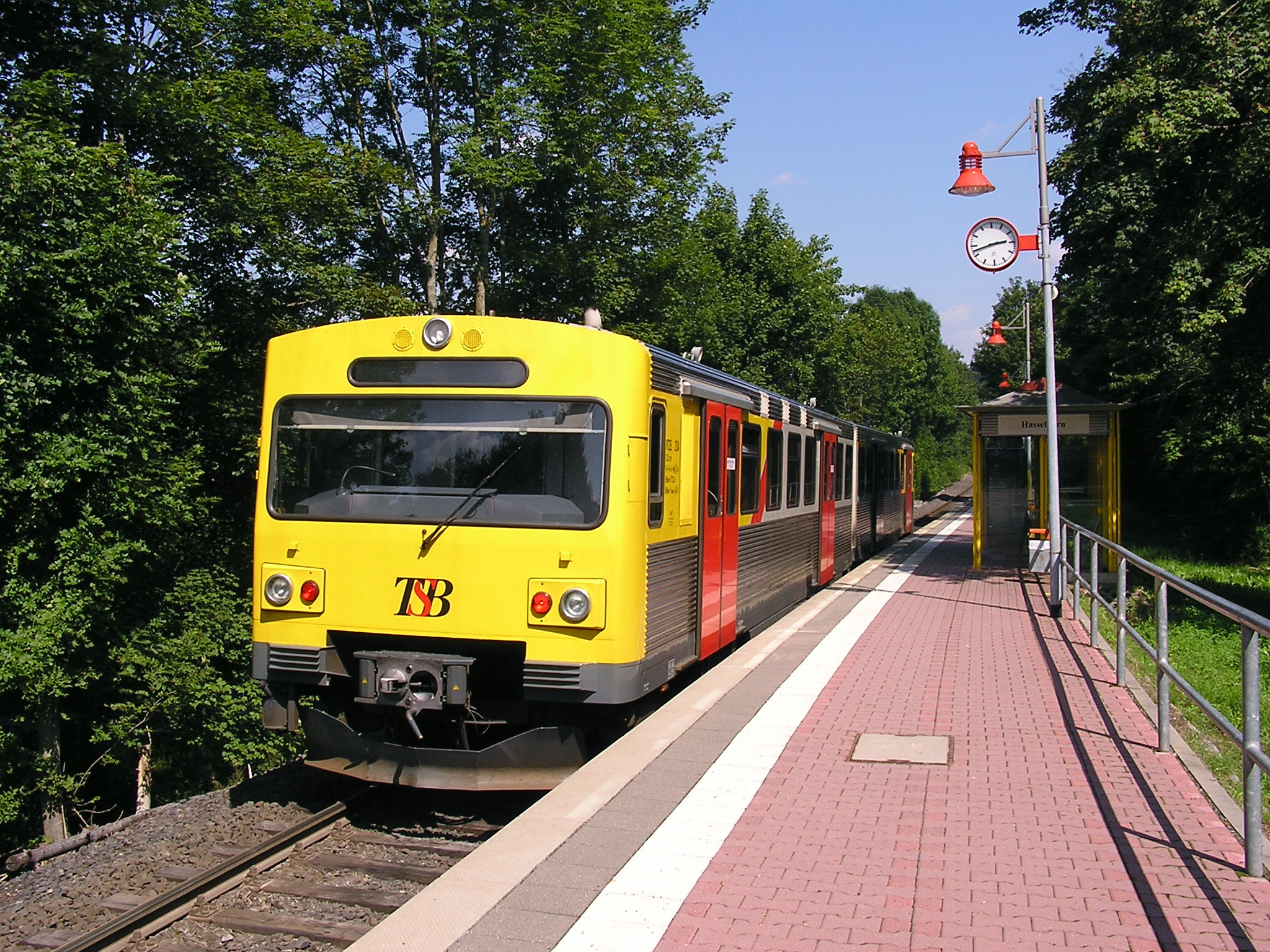
Haltepunkt Hasselborn

### Verkehr
Brandoberndorf liegt an der Bahnstrecke Friedrichsdorf–Albshausen und ist seit 2000 Endpunkt der von der Regionalverkehre Start Deutschland betriebenen RMV-Linie RB 15 von Frankfurt (Main) Hauptbahnhof. Ein weiterer Haltepunkt besteht im Ortsteil Hasselborn.

### Bildung
Lotte-Eckert-Schule: Grundschule in Brandoberndorf.

Weiterführende Schulen befinden sich in Braunfels, Wetzlar und Usingen.
Koptisch-Orthodoxes Theologie-Kolleg Papst Shenouda III: Institut für koptische Theologie im Kloster Kröffelbach.